# La Croix-aux-Bois
La Croix-aux-Bois település Franciaországban, Ardennes megyében. Lakosainak száma 160 fő (2022. január 1.). La Croix-aux-Bois Ballay, Boult-aux-Bois, Falaise, Longwé és Vouziers községekkel határos.

## Népesség
A település népességének változása:
| Lakosok száma | 141  | 140  | 159  | 121  | 138  | 147  | 149  | 151  | 153  | 160  |
|               | 1968 | 1982 | 1990 | 2006 | 2013 | 2015 | 2017 | 2019 | 2020 | 2022 |